# Анзорова, Балкан Анзоровна
Балкан Анзоровна Анзорова (псевдоним, настоящая фамилия Назирова; 24 декабря 1923, Урус-Мартан — 1997) — чеченская народная сказительница, поэтесса, музыкант, солистка Чечено-Ингушского государственного ансамбля песни и танца, член Союза писателей СССР.

## Биография
В семье было три дочери и сын. Балкан была второй дочерью. По её просьбе отец купил ей гармонь, которую дочь быстро освоила и стала исполнять мелодии известного чеченского музыканта Умара Димаева.
После окончания школы Балкан работала преподавателем на курсах ликбеза, пионервожатой в средней школе, воспитательницей детского сада, заведующей клубом, библиотекарем. В свободное время она увлекалась парашютным спортом, занималась в спортивных секциях. В 1940 году она выиграла Грозненский кросс и за победу ей вручили швейную машинку. Довольно скоро Балкан научилась пользоваться ею и стала обшивать свою семью и знакомых. Вскоре её пригласили работать в Урус-Мартановскую артель.
В это же время в республиканской прессе (газета «Ленинан некъ», литературный альманах «Орга») начинают публиковать её первые стихи. Тогда же её стихи были включены в коллективный сборник «Тхан иллеш» (с чеч. — «Наши песни»). Она стала широко известна в республике благодаря исполнению фольклорных и авторских песен. Она стала использовать сценический псевдоним «Анзорова», который взяла в честь своего отца. В 1940 году стала членом Союза писателей СССР. В 1939 году была награждена орденом «Знак Почёта».
После начала Великой Отечественной войны артель, которой руководила Анзорова, стала поставлять в армию шерстяные носки и фуфайки.
В 1944 году вместе со своим народом Анзорова оказалась в депортации. Вопреки требованию властей, она не сдала печать руководителя артели. Она скрепляла этой печатью удостоверения, которые давали людям некоторую возможность перемещения, что многим людям давало возможность заработать и тем спасало от голодной смерти.
Через некоторое время после смерти Сталина ограничения, наложенные на спецпереселенцев, были значительно ослаблены. В 1955 году на казахском радио начались передачи на чеченском языке. Наряду с другими известными чеченскими исполнителями (Умар Димаев, Марьям Айдамирова, Жансари Шамилёва) Анзорова также участвовала в концертах, звучавших в эфире. Вскоре она была зачислена в штат Чечено-Ингушского государственного ансамбля песни и танца. В 1957 году, после восстановления Чечено-Ингушской АССР, деятели культуры, в числе которых была и Анзорова, одними из первых вернулись на родину. После возвращения начали выходить в свет её авторские сборники: «Крылья мечты», «От чистого сердца», «Первая звезда» и другие.

## Критика
Адиз Кусаев писал:
Были они всегда ритмически отточены, написаны чистым, простым и понятным языком, музыкальны, с широким использованием образов и символов устного народного творчества, потому что многие предназначались не столько для чтения, сколько для исполнения. Главными темами всегда становилась покинутая родина, её природа, чистота чувств, любовь и, конечно же, преданность родной земле, потому сама поэтесса была и в жизни, и в творчестве истинной дочерью своей Отчизны и своего народа.

### на чеченском языке
- Коллективный сборник: Поэты Чечено-Ингушетии. Грозный, 1939;
- Коллективный сборник «Тхан иллеш». Соьлжа-гIала, 1940;
- «ЙоIа кIантах йолуш лекхна йиш». «ДоттагIалла», 1959, № 2;
- Антология чечено-ингушской поэзии. Грозный, 1981.

### на русском языке
- Коллективный сборник: Поэты Чечено-Ингушетии. Грозный, 1939;
- «Первая звезда». Грозный, 1975;
- «От чистого сердца». Грозный, 1976;
- «Крылья мечты». Грозный, 1988;